# Sociedade Nacional dos Caminhos de Ferro do Congo
A Sociedade Nacional dos Caminhos de Ferro do Congo (SNCC; em francês: Société nationale des chemins de fer du Congo) é a companhia ferroviária nacional que administra as linhas interiores da República Democrática do Congo. Sua sede está localizada em Lubumbashi.
Surgida, entre 1960 e 1974, como fusão, aquisição e nacionalização de diversas empresas, conservou, até 1997, o nome de Société Nationale des Chemins de Fer Zaïrois (SNCZ; Sociedade Nacional dos Caminhos do Zaire). Devido à Segunda Guerra do Congo, a companhia praticamente não operou entre 1998 e 29 de junho de 2004. Durante a guerra, 500 km de ferrovia na província de Maniema e na atualmente extinta de Catanga foram destruídos. Ajudas estrangeiras na ordem de um milhão de dólares da Agência dos Estados Unidos para o Desenvolvimento Internacional tem financiado a reconstrução de trechos mais vitais. As instituições religiosas de caridade e ONGs costumam usar a ferrovia para distribuir alimentos e outros suprimentos. Apesar do apoio externo, a SNCC esteve à beira do colapso em 2010; necessitando de um resgate do Banco Mundial no mesmo ano, que deu, a título de fundo perdido, 255 milhões de dólares.
Embora seja considerada a gestora da rede, a mais vital das linhas do país, a Ferrovia Matadi-Quinxassa é operada pela órgão de governo Société commerciale des transports et des ports (SCTP; Sociedade Comercial dos Transportes e dos Portos), sob um acordo com a SNCC.

## Linha do tempo
A linha histórica do tempo que levou a formação da SNCC é a seguinte:
- 1889: criação da Compagnie du Chemin de Fer du Congo (CCFC), que tornou-se depois Compagnie du Chemin de Fer Matadi-Kinshasa (CFMK);
- 1898: criação da Société des Chemins de fer vicinaux du Mayumbe (CVM), que tornou-se depois Compagnie du Chemin de Fer du Mayumbe (CFM);
- 1902: criação da Compagnie de chemin de fer du Katanga (CFK);
- 1902: criação da Compagnie du Chemin de fer du Congo Supérieur aux Grands Lacs africains (CFL);
- 1906: formação da Compagnie du chemin de fer du bas-Congo au Katanga (BCK);
- 1924: criação da Société des chemins de fer vicinaux du Zaîre (CVZ)
- 1927: criação da Sociedade dos Caminhos de Ferro Léopoldville-Katanga-Dilolo (LKD);
- 1931: conexão da rede ferroviária com o oceano Atlântico pelo Caminho de Ferro de Benguela;
- 1952: fusão da LKD e da CFK para formar a Compagnie de chemin de fer du Katanga-Dilolo-Léopolville (KDL);
- 1960: nacionalização da KDL, tornando-se Compagnie des Chemins de Fer Kinshasa-Dilolo-Lubumbashi (KDL);
- 1961: subdivisão da BCK em Antiga-BCK de direito belga e Nova-BCK de direito congolês;
- 1970: aquisição da Nova-BCK pela KDL;
- 1974: fusão das empresas ferroviárias KDL, CFL, CVZ, CFMK e CFM, formando finalmente a Société Nationale des Chemins de Fer Zaïrois (SNCZ);
- 1991: a SNCZ é subdividida em SNCZ-Holding, que, por sua vez, é subdivida em Office des chemins de fer du Sud (OCS), Société des chemins de fer de l'Est (SFE) e Office des Chemins de fer des Uele (CFU);
- 1995: em novembro de 1995 a SNCZ-Holding é suprimida, assim como suas subsidiárias, sendo assinado de um acordo-quadro que cede a operação das ferrovias a uma empresa privada chamada Sizarail, que foi dissolvida em 1997;
- 1997: reaquisição, pela SNCZ, de todas as operações da Sizarail, e transformação da SNCZ finalmente na estatal Société nationale des chemins de fer du Congo (SNCC).

## Rede
A rede sob supervisão e administração da SNCC possui 3.641 quilômetros (dos quais 858 quilômetros eletrificados), ligando as províncias de Alto Catanga, Lualaba, Alto Lomami, Tanganhica, Lomami, Cassai Central, Cassai, Maniema e Quivu do Sul. A rede em Chopo é administrada pela SNCC, mas não possui ligação com o restante do sistema, e a rede entre Alto Uele e Baixo Uele está inativa.
Em bitola de 1.067 mm (3 pés e 6 polegadas):
- Ferrovia Camina—Ilebo: em grande parte degradada, porém nos trechos onde está operacional (Camina-Kaumbo) há trens de passageiros em circulação semanais;
- Trecho Sacania-Lubumbashi-Tenque-Camina-Cabalo-Quindu: é considerada um trecho da Ferrovia Cabo-Cairo; a exceção dos trechos entre Sacania e Camina, todos os demais estão degradados;
- Trecho Tenque-Dilolo: parte do Caminho de Ferro de Benguela;
- Ferrovia Kabalo—Kalemie: em grande parte degradada.

Em bitola de 1.000 mm (3 pés e 33⁄8 polegadas):
- Ferrovia Ubundu a Quissangane: seção curta e isolada da rede ferroviária usada para contornar uma seção não navegável do rio Lualaba.